# 브레킨 마이어
브레킨 마이어(Breckin Meyer, 1974년 5월 7일 ~ )는 미국의 배우이다.

## 출연 작품
- 3 기저스! (2013)
- White Room: 02B3 (2012) - 단편
- 로봇 치킨: 스타 워즈 에피소드 3 (2010)
- 타이탄 맥시멈 (2009)
- 고스트 오브 걸프렌즈 패스트 (2009)
- 로봇 치킨: 스타 워즈 에피소드 2 (2008)
- 스태그 나잇 (2008)
- 로봇 치킨: 스타 워즈 (2007)
- 블루 스테이트 (2007)
- 히어로즈 (2006)
- 카페인 (2006)
- 가필드 2 (2006)
- 로봇 치킨 - 시리즈 (2005)
- 리바운드 (2005)
- 허비 - 첫 시동을 걸다 (2005)
- 블래스트 (2004)
- 가필드 (2004)
- 커플링 (2003)
- 피노키오 (2002)
- 노 브레인 레이스 (2001)
- 케이트 앤 레오폴드 (2001)
- 로드 트립 (2000)
- 테일 라이츠 페이드 (1999)
- 고 (1999)
- 댄서 텍사스 (1998)
- 스튜디오 54 (1998)
- 더 이상 참을 수 없어 (1998)
- 킹 오브 더 힐 (1997)
- 프리폰테인 (1997)
- 터치 (1997)
- 크래프트 (1996)
- LA 탈출 (1996)
- 클루리스 (1995)
- 나이트메어 6 - 프레디 죽다 (1991)
- 여름날의 캠프 소동 (1990)

### 텔레비전
- 프랭클린 & 배쉬 (2011-14)